# Frančišek Krištof Bogataj
Frančišek Krištof Bogataj (tudi Wagathey ali Wogathey, kasneje tudi von Wogathey auf Ehrnbüchl), slovenski pravnik in akademik, * 4. avgust 1684, Škofja Loka, † 14. februar 1754, Ljubljana.

## Življenjepis
F. K. Bogataj se je rodil v Škofji Loki pravniku Janezu Matiju in Ani Frančiški roj. Benkovič. Doktorat obojega prava je dosegel leta 1708 na univerzi v Padovi, nato je delal kot odvetnik pri kranjskem okrajnem sodišču. 16. junija 1710 je na pobudo pravniškega društva, ki je skrbelo, da so se člani urili v svoji stroki, v Ljubljani javno predaval civilno pravo, ni pa znano, ali je temu predavanju sledilo še kakšno. 
V letih 1712 in 1719 je bil vicedomski tajnik in deželnoknežji fiskal, član in večkrat poročevalec z različnih, predvsem finančnih komisij deželnega odbora in deželnega kneza. Za nagrado za uradniško delo je bil 1730 skupaj z bratrancem Janezom Jurijem (glavarjem v Bribirju in Novem Vinodolskem) povzdignjen v plemiški stan z naslovom von Wogathey auf Ehrnbüchl. 
Od 1746 je bil član bratovščine sv. Dizme (tedaj deželni tajnik), od kdaj je bil član akademije operozov z vzdevkom Congruus (= skladen), ni ugotovljivo. Sodeč po seznamu knjig v zapuščinskem inventarju in po stavku v posvetilu Thalnitscherjevi Epitome chronologica … 1714, se je Bogataj zanimal posebno za zgodovino; isto izpričuje Bogatajeva posvetilna pesem Providus Aemonae historicus operosa viretis …. 

## Dela
Thalnitscher (Ectypon 113) navaja Bogataja kot avtorja dveh del: 
- Codex officii Vicedomnatus Nobilis et Mercenarii Excelsi Ducatus Carnioliae. Tractatus Historico-politico-juridicus, 1713
- Observationes practicae selectiores Dicasteriorum Carnioliae, 1713

Knjigi nista poznani.  
Njegovega vnuka Ignaca (1788—1852) naj bi z »rajnikom Bogotajem« imel v mislih Levstik v Popótovanju od Litije do Čateža.